# トニー・アイオミ
トニー・アイオミ（Tony Iommi、1948年2月19日 - ）は、イギリス出身のミュージシャン、ギタリストである。ブラック・サバスのメンバーとして知られる。ウェスト・ミッドランズ、バーミンガム生まれ。身長183cm。
「ローリング・ストーンの選ぶ歴史上最も偉大な100人のギタリスト」において2003年は第86位、2011年の改訂版では第25位。

## 来歴
バーミンガムでアースというバンドを結成し、後にブラック・サバスと改名。デビュー前には一時的にジェスロ・タルへ短期間だけ加入し、ローリング・ストーンズ主宰のイベント「ロック・アンド・ロール・サーカス」に出演したが、レコーディングには参加せずブラック・サバスに戻る。1970年のデビュー以来、ブラック・サバスのすべてのアルバムに参加している。

## 概要

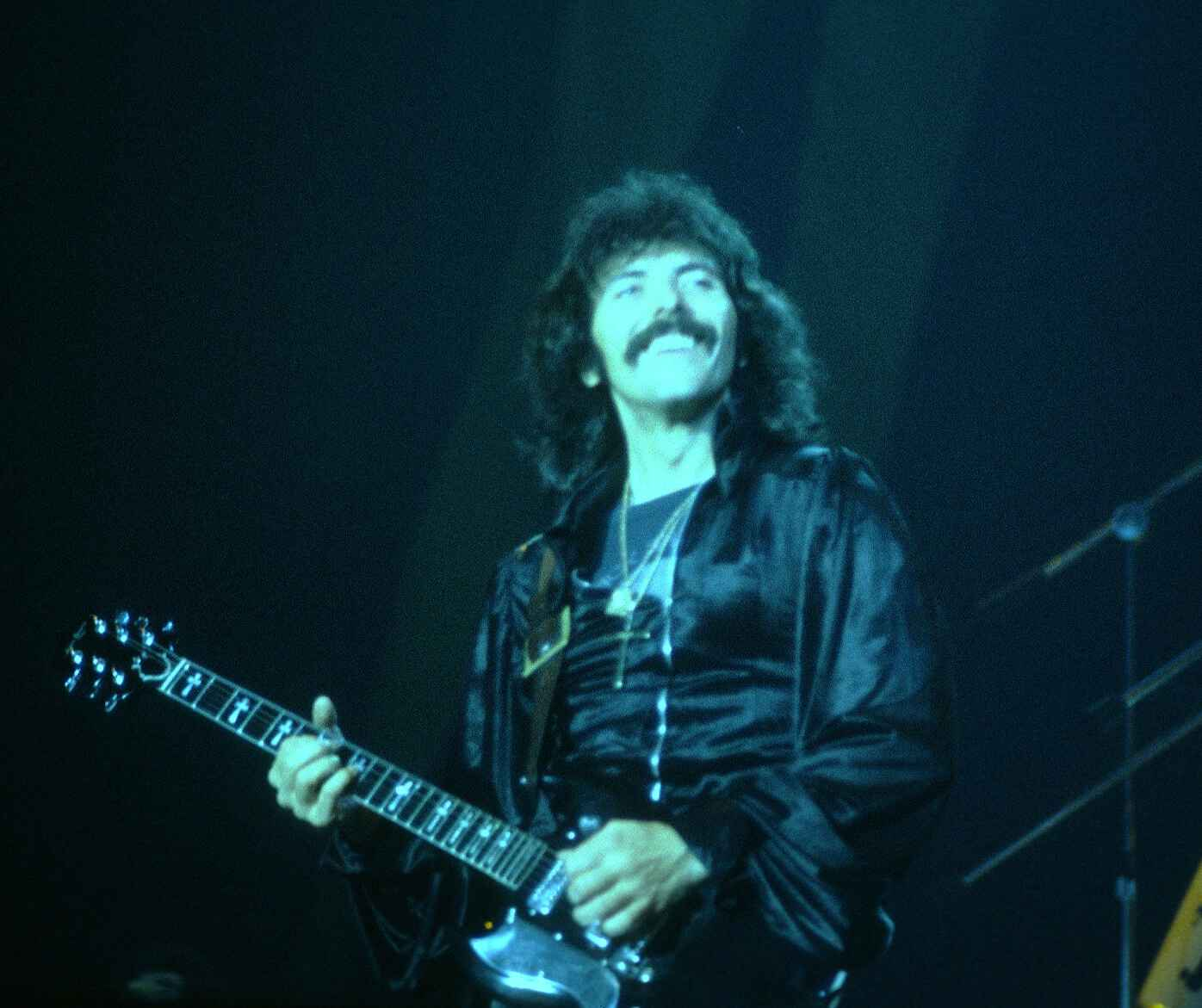
1978年のアイオミ

左利きでレフティギターを使用している。元々はドラム志望だったが、金欠でドラムキットを買えず、しばらくして今度はザ・シャドウズの影響を受けギターに興味を持ち、右利き用のアコースティック・ギターを購入したのがギタリストとしてのスタートであった。
エレクトリック・ギターは、イギリスのギター・メーカーであるバーンズ製のTri-Sonicが最初に入手したギターで、その後ハンク･マーヴィンへの憧れからフェンダー・ストラトキャスターのレフティモデルを入手、使用していた。ブラック・サバスとして活動を開始した頃、それまで使用していたストラトキャスターからギブソンSGスペシャルへ持ち替えている。
ギブソン社に「24フレット仕様のSGモデル」製作を依頼するも断られたため、以降ギブソンは使用せず、イギリスのギタールシアーJohn birchがトニーのために製作したSGモデルを使用、80年代に入るとジェィディー製のSGシェイプ・モデルを使用するようになる。
ギター･アンプはレイニー製の物を使用、80年代前半のみ、マーシャルを使っていたことがあるが以後、一貫してレイニーを愛用し続けている。
奏法について
パワーコードを多用しながら抒情性も感じさせる同じフレーズの繰り返しにより、彼独特の雰囲気を持たせた音世界が特徴である。ただ、そのアクの強さ故に聴き手を限定することもある。
「何かに追われているような緊張感」と矛盾するような開放感を併せ持っており、「ナショナル・アクロバット」や「イントゥ・ザ・ヴォイド」「スノウブラインド」など、1970年代初期のブラック・サバスの作品に、彼の特徴が強く表れている。レッド・ツェッペリンやディープ・パープルなど他のバンドと同様に、独創性のある超重量級の音色や重苦しさの表現が秀逸で、その独特のサウンドとフォーマットは、後続へ多大な影響を与えた。
1970年代初期のステージ演奏においては速弾きを披露したり、ブルースやジャズ風のフレーズ、1950年代のロックンロールも演奏した。そのキャリアを通じて不変といえる、独特の間を持たせたヘヴィかつシンプルなリフの創作力は高く評価されている。

### 指切断事故
アイオミの右手の中指と薬指は、板金工時代の事故で先端部分が失われている。アイオミは工場で鉄板をプレス係に送り出す役目であったが、その工場を退職するちょうどその日はたまたまプレス工が無断欠勤しており、アイオミがプレス係と送り出す役を兼務する羽目になった。兼務は大変な上に、プレス作業に慣れていなかったため機械のスピードについていけず、アイオミは誤ってプレス機械に手を入れてしまい、指を切断してしまった。左利きのため右手指で押弦を行うアイオミには致命的な事故であった。工場の監督はアイオミを励ますためにベルギー人ギタリスト、ジャンゴ・ラインハルトのアルバムを聞かせ、「凄いプレイだろ。実はこの人も指が不自由だったんだ。それでもこんなプレイが出来るんだ。だから君も夢を諦めるなよ」という言葉を送った。ジャンゴの存在と、監督の言葉にアイオミは奮起し、右手の指先に洗剤のプラスチック容器を溶かして作ったサックをはめて、そのハンディを克服した。さらにギターの弦のテンションを極限まで下げ、わずかな力でも押弦できるようにした。これにより、アイオミのギターは音が低く、潰れたような特徴的なサウンドとなり、その音色は後に様々なヘヴィメタルのギタリストに影響を与えた。

## ソロ活動
- 1986年、グレン・ヒューズやエリック・シンガーらと共に、ソロ・プロジェクトとして『セヴンス・スター』を制作するが、レコード会社の意向で「ブラック・サバス・フィーチャリング・トニー・アイオミ」の名義で発売された。
- 1992年4月20日、フレディ・マーキュリー追悼コンサートに出演。
- 1996年、再びグレン・ヒューズとレコーディング。一度はお蔵入りとなるが、ブートレグ対策のため、後年正規発売される。
- 2000年、初のソロ・アルバム『アイオミ』発表。デイヴ・グロール、ブライアン・メイ、ビリー・コーガン、オジー・オズボーンなどのゲストが参加。
- 2005年、みたびグレン・ヒューズと共作した『ヒューズド』発表。

## ディスコグラフィ

### ソロ・アルバム
- 『アイオミ』 - Iommi (2000年)
- 『ザ・1996・DEPセッションズ』 - The 1996 DEP Sessions (2004年) ※アイオミ・ウィズ・グレン・ヒューズ名義
- 『ヒューズド』 - Fused (2005年) ※アイオミ - トニー・アイオミ&グレン・ヒューズ名義

### ヘヴン・アンド・ヘル
- 『ライヴ・フロム・レディオ・シティ・ミュージック・ホール』 - Live from Radio City Music Hall (2007年)
- 『ザ・デヴィル・ユー・ノウ』 - The Devil You Know (2009年)
- 『ネオン・ナイツ～ライヴ・アット・ヴァッケン2009』 - Neon Nights: 30 Years of Heaven & Hell (2010年)

### ジェスロ・タル
- 『20イヤーズ・オブ・ジェスロ・タル』 - 20 Years of Jethro Tull (1988年) ※コンピレーション。「Stormy Monday Blues」「Love Story」 (1968年11月5日、BBCでのライブ)で演奏
- "A Song for Jeffrey" (1968年12月11日、『ロックンロール・サーカス』 - The Rolling Stones Rock and Roll Circus公演にて演奏)

### 参加アルバム
- Various Artists : 『ヘヴィ・メタル / オリジナルサウンドトラック』 - Heavy Metal Soundtrack (1981年)
- ロック・エイド・アルメニア : 『アースクェイク』 - Rock Aid Armenia - The Earthquake Album (1990年)
- クイーン & Various Artists : 『フレディ・マーキュリー追悼コンサート』 - The Freddie Mercury Tribute Concert (1992年) ※DVD
- ダイアモンド・ヘッド : 『デス・アンド・プログレス』 - Death and Progress (1993年)
- オジー・オズボーン : 『ライヴ&ラウド』 - Live & Loud (1993年)
- カテドラル : 『カーニバル・ビザール』 - The Carnival Bizarre (1995年)
- Various Artists : Twang! – A Tribute to Hank Marvin & The Shadows (1996年)
- オジー・オズボーン : 『グレイテスト・ヒッツ〜オズマン・コメス〜』 - The Ozzman Cometh (1997年) ※コンピレーション
- Drain STH : Freaks of Nature (1999年)
- Necromandus : Orexis of Death (1999年) ※1973年録音
- Various Artists : 『パーティー・アット・ザ・パレス クイーン・エリザベス二世即位50周年記念コンサート』 - Party at the Palace: The Queen’s Concerts, Buckingham Palace (2002年)
- イアン・ギラン : 『ギランズ・イン』 - Gillan's Inn (2006年)
- イアン・ギラン & トニー・アイオミ (WhoCares) : Ian Gillan & Tony Iommi: WhoCares (2012年)
- キャンドルマス : 『ザ・ドア・トゥ・ドゥーム』 - The Door to Doom (2019年)[2]

## ユーロビジョン・ソング・コンテスト
ユーロビジョン・ソング・コンテスト2013のアルメニア代表の作品『Lonely Planet』は彼が書いたものである。